# Antiphonaire du Mont-Blandin

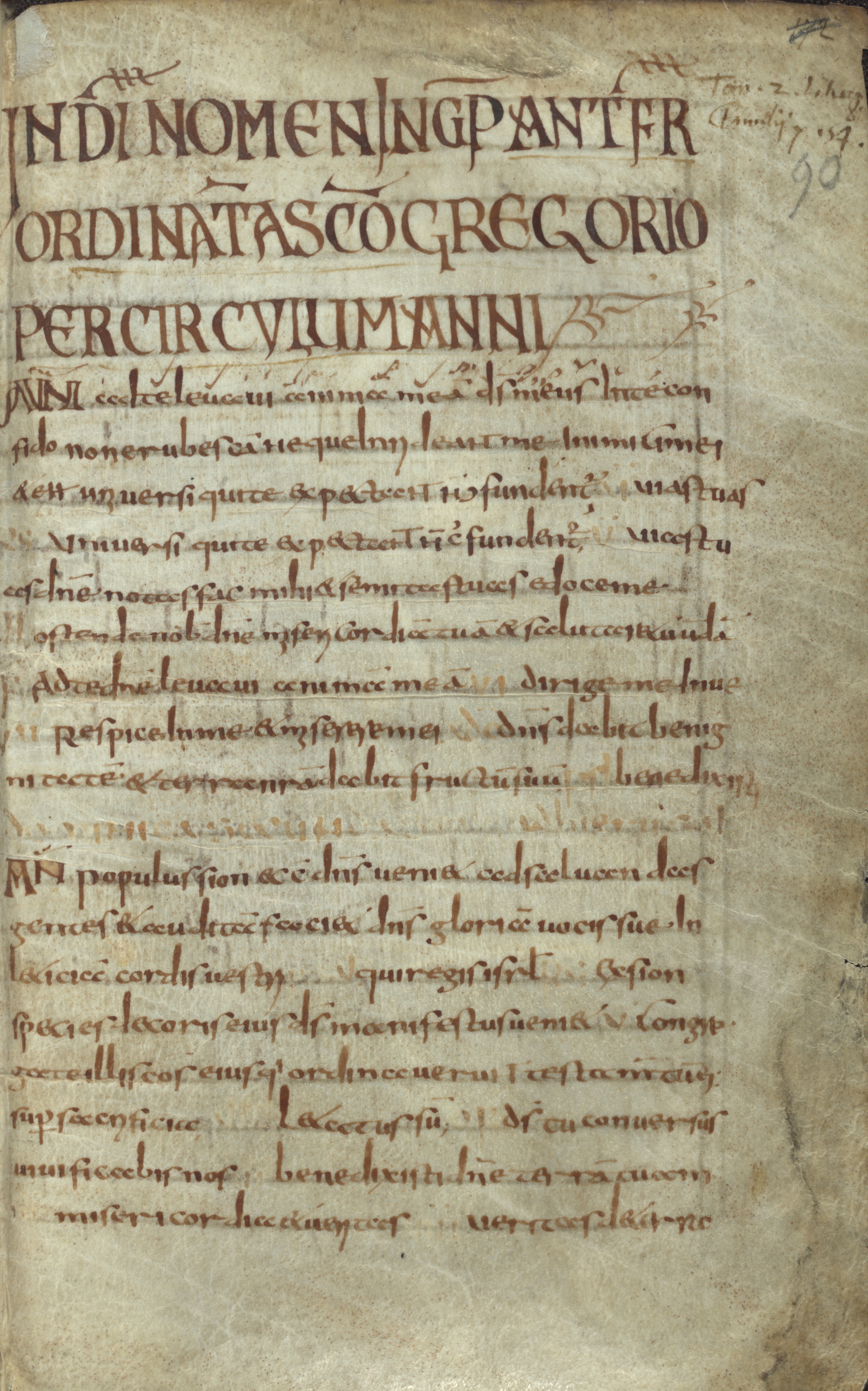
B. R. 10127 - 10144, fol. 90r (primeira página).
O título indica que o autor do antifonal foi atribuído a São Gregório (In D[e]i nomen incip[it] ant[i]f[ona]r[ius] ordinat[us] a sancto Gregorio per circulum anni). As neumas da introdução, Ad te levavi têm sido consideradas como sendo de uma mão posterior, no entanto, um exame recente dessas neumas poderia atestar a sua autenticidade.

O chamado Antiphonaire du Mont-Blandin é um antigo antifonário do canto gregoriano sem notação, copiado por volta de 800, perto da abadia de Mont-Blandin, perto de Gante, no reino carolíngio sob o reinado de Carlos Magno.
Este é um dos dois manuscritos restantes e mais antigos desta canção, com o Sacramentarium Rhenaugiense (c. 800 ou pouco antes), disse Graduel de Rheinau de acordo com o Antiphonale Missarum Sextuplex. No entanto, como evidência do nascimento do canto gregoriano, o do Mont-Blandin, um antifonário completo de boa qualidade, é mais importante.
O documento encontra-se atualmente em Bruxelas, na Biblioteca Real da Bélgica, sob a forma de manuscrito B. R. 10127 - 10144, Liber Antiphonarius ordinatus per circulum anni.

## História
Concluído por volta de 800 na Abadia de Saint-Pierre de Gante, particularmente ligado a Carlos Magno, promotor do canto gregoriano, o manuscrito foi mantido lá. Isso foi a partir do século VII, no centro espiritual e cultural da região.
Este mosteiro de Mont Blandin passa pelo século XVI ao ataque dos calvinistas. Provavelmente por causa desse evento dramático, o livro chegou, no exílio, à Librairie des ducs de Bourgogne em Bruxelas, atualmente a Biblioteca Real da Bélgica. É provável que a publicação de Jacobus Pamelius em 1571 tenha sido efetuada, após esta transferência. Mas, Dom René-Jean Hesbert em Solesmes considerou que este editor visitou a abadia antes, entre 1562 e 1566, para a sua publicação. A abadia foi finalmente destruída em 1578, durante a Guerra Revolucionária Holandesa.
Foi assumido que o manuscrito teria sido perdido. No entanto, no início do XX século, Dom Pierre de Puniet em Solesmes redescobriu na biblioteca real em Bruxelas. Depois de comprovada sua autenticidade com a comparação entre o manuscrito e a publicação de Pamelius, Dom Henri Peillon publicou em 1912, L'antiphonaire de Pamelius (Revue Bénédictine, tomo XXIX, p. 411 - 437).
Quando Dom Hesbert examinou este documento, as rubricas em vermelho uncial foram quase totalmente excluídas. Especialistas extraem sua análise sem danificar o manuscrito, a pedido de Madame la Comtesse de Gironde: eram o secretário-geral do laboratório do Louvre e J. Cogniard, engenheiro químico responsável pelo laboratório do Banque de France. Assim, toda a restauração do texto foi concluída, utilizando as técnicas mais recentes desenvolvidas na época.
Também era necessário que este manuscrito descoberto em Bruxelas fosse identificado, seja certamente o antifonário de Pamelius, ou outra cópia semelhante, feita na mesma oficina. Finalmente, o autor de Antiphonale Missarum Sextuplex conclui: é exatamente o mesmo documento. Pois Parmélio, por engano, pulou uma linha inteira, quando foi publicada, para as antífonas da Purificação. A edição de Pamelius tem apenas três antífonas enquanto o manuscrito tem quatro. Mas, quando alguém consulta o manuscrito, é evidente que a última palavra da linha precedente Christum Domini é seguida diretamente pela primeira palavra da segunda linha após AD INTROITUM na publicação em 1571. Portanto, este último simplesmente está faltando na próxima primeira linha, & venit....

## Valor do manuscrito

### Antifonário Gregoriano Completo
Este manuscrito é um antifonário completo de acordo com o ano litúrgico ( per circulum anni ) do rito romano. Às vezes, a primeira e a última folhas de documentos antigos são perdidas (como o manuscrito Einsiedeln 121) ou danificadas (por exemplo, o manuscrito Laon 239). No que diz respeito ao Antiphonaire du Mont-Blandin, é uma parte (fol. 90 r - 115 v) de um livro composto (fol. 1 r - 135v)  devido ao qual o texto total é idealmente protegido e preservado, como a primeira página, fol. 90 r (ver fac-símile). Se se trata de um livro composto por diversos materiais, todo o corpo do texto, inclusive o antifonal, foi escrito pela mesma mão.
Esta completude do manuscrito tornou possível lançar em 1935 o Antiphonale Missarum Sextuplex que agrupava os textos de outros manuscritos sem notação, em torno do de Mont-Blandin.
O Antifonário é dividido em quatro seções: fol. 90 - 96, 97 - 104, 105 - 112 e 113 - 115v. Segundo um especialista em direito canônico que analisou outras seções além de outro documento parisiense, este livro poderia ser destinado a padres, apesar da salvaguarda da abadia de Mont-Blandin. Além disso, é provável que nesta antífona o texto do Sacramentário Gelassiano, mais antigo, e o de São Gregório, concedido pelo Papa Adriano I a Carlos Magno em 791, se misturassem.
Depois de examinar em detalhes todos os seis manuscritos de sua primeira publicação principal, Dom Hesbert conclui que o manuscrito Blandiniensis continua sendo o mais importante e sem qualquer comparação possível.

### Denominação de canto gregoriano
Segundo a lenda, o Papa São Gregório I († 604) viveu por muito tempo o criador do canto gregoriano. No entanto, no século XX, esta atribuição experimentou uma grande dificuldade. Por outro lado, a notação musical gregoriana data apenas de meados do século IX. Por outro lado, os musicólogos finalmente identificaram o nascimento do canto gregoriano em Metz e seus arredores no século VIII, então após sua morte e fora de Roma. O Antiphonaire du Mont-Blandin pode explicar exatamente por que esse repertório foi chamado de canto gregoriano. Neste manuscrito, o autor do texto, e não da melodia, é certamente atribuído a este santo papa (fol. 90 r).

### Fundo antigo
Este manuscrito foi cuidadosamente estudado antes da Segunda Guerra Mundial, junto com outros documentos mais antigos, por Dom René-Jean Hesbert na Abadia de Saint-Pierre de Solesmes. Naquela época, manuscritos sem notação não eram necessariamente populares. Uma vez que uma nova ciência, a semiologia gregoriana, foi estabelecida na década de 1950, o texto correto do canto gregoriano é hoje considerado o primeiro elemento do canto.
Hoje em dia, é fundamental que um canto gregoriano se encontre no “vieux-fond”, ou seja, todas as peças do repertório do canto romano composto em Roma, antes de se adotar a liturgia segundo o rito romano na Gália no século VIII. Se um canto gregoriano permanece no vieux-fond, mais precisamente todos os manuscritos do Antiphonale Missarum Sextuplex publicado em 1935 por este monge, a priori este deve ser tanto do fundo antigo quanto "autêntico",
O Antifonário de Mont-Blandin é o manuscrito mais distinto desta antiga coleção, devido à proximidade do documento romano original, nomeadamente a sua idade.

## Característica
Se o antifonário tivesse sido escrito pelo mesmo copista de qualidade, alguns fragmentos adicionais foram adicionados por duas outras mãos, posteriormente: fólios 93v - 94r, 102v - 103r, 105r, 106v - 107r, 108, 110r, 110v - 111r e 115r.
O antifonário é caracterizado principalmente pelo uso de numerosas ligaduras  bem como abreviaturas, já evidentes no título do manuscrito (fólio 90r). Além disso, seus trabalhos estavam muito longe da uniformidade. Mas Dom Hesbert conseguiu resolver essas dificuldades.
Seu repertório tem boa consistência com outros manuscritos, com algumas exceções, por exemplo, seu responsório Tenuisti para o primeiro domingo da Quaresma, em vez do Angelis suis  . A peculiaridade deste manuscrito é encontrada nesses responsórios, bem como nas até mesmo nas comunhões. A partir do VIII domingo após o Pentecostes, há o responsório gradual duplo, RESP. GRAD. então ITEM. RESP. GRAD. Da mesma forma, certas comunhões são acompanhadas por seu ITEM ARIA.
Finalmente, as duas primeiras das quatro grandes antífonas da Missa de 2 de fevereiro destacam-se de seus textos bilíngues e, alternadamente, latim e grego. Esses personagens indicam que o copista consultou várias fontes durante sua obra.

## Publicação
O texto do manuscrito foi editado pelo teólogo Jacobus Pamelius († 1587), em favor de sua Liturgica latinorum. Se o manuscrito Mont-Blandin permaneceu sua base principal, esta editora não realizou sua redação de forma concreta:
- Jacob van Pamele, Liturgicon ecclesiæ latinæ (1571), volume II, D. Gregorij Antiphonarium siue Gradualem ejusdem disse Antiphonaire de Pamelius,[11][12]

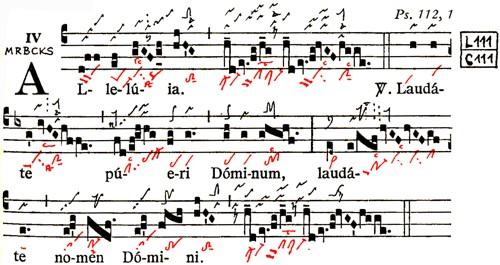
Um autêntico canto gregoriano no Graduale Triplex. As abreviaturas MRBCKS são aquelas do Antiphonale Missarum Sextuplex. Então, esse aleluia está exatamente no Antiphonaire du Mont-Blandin.

Este foi novamente publicado na sinopse em 1935, como um dos seis graduais gregorianos sem notação, no Antiphonale Missarum Sextuplex. Nesta publicação, os materiais são tratados com muito cuidado. O editor Dom René-Jean Hesbert usou o título Graduel du Mont-Blandin, em vez de antifonário, devido à harmonização. Neste livro, o Antiphonaire du Mont-Blandin é determinado com sua abreviatura B, que é encontrada em várias publicações subsequentes, como a Graduale Triplex, a fim de especificar a origem do texto .
- René-Jean Hesbert, Antiphonale Missarum Sextuplex

1. publicação original (1935), Vromant, Bruxelles,[13][6]
2. reimpressão (1967), Herder, Roma